# Wretch
Wretch è un album dei Kyuss prodotto da Catherine Enny, Ron Krown e i Kyuss nel 1991, e pubblicato dalla Dali Records.

## Tracce
1. (Beginning of What's About to Happen) Hwy 74 – 4:44
2. Love Has Passed Me By – 3:12
3. Son of a Bitch – 6:03
4. Black Widow – 2:44
5. Katzenjammer – 2:23
6. Deadly Kiss – 5:04
7. The Law – 7:51
8. Isolation – 2:49
9. I'm Not – 4:39
10. Big Bikes – 5:01
11. Stage III – 4:13

## Formazione
- John Garcia - voce
- Josh Homme - chitarra
- Nick Oliveri - basso (1-3, 5, 7-11)
- Brant Bjork - batteria
- Chris Cockrell - basso (4, 6)